# Синюк Іван Ілліч
Іва́н Ілліч Синю́к  (1 травня 1866, Кам'янка, тепер Глибоцького району — 17 серпня 1953, Рогізна — тепер у складі Чернівців) — письменник родом з Буковини, там таки працював учителем народних шкіл; у творах змалював життя буковинських селян.

## Твори
Збірки новел і нарисів:
- «Образки з природи» (1897),
- «Образки з життя і природи» (1899);

п'єси:
- «Мужики» (1901),
- «Чесна Вероня» (1933) та ін.

Співробітник «Крейцарової Бібліотеки» (1902 — 1908).